# Everglades National Park
Everglades National Park is een natuurgebied in het zuidwesten van de staat Florida in de VS.
Het park werd in 1979 door UNESCO op de Werelderfgoedlijst geplaatst. In 2010 werd het gebied tot bedreigd werelderfgoed verklaard.
Dit kwetsbare en complexe ecosysteem combineert een brede ondiepe rivier met een subtropisch klimaat en een verscheidenheid aan flora en fauna. Het herbergt zeldzame en bedreigde diersoorten zoals de Amerikaanse krokodil en de Floridapanter. Het natuurgebied (6106 km²) wordt bepaald door afwisselende perioden van droogte en overstroming, branden, zonneschijn en hevige regenval.
Het wordt ook een rivier van gras met kleine eilandjes van bomen genoemd.  Seminole- en Miccosukee-Indianen leven in dit gebied.

## Nationaal park
Het Everglades National Park omvat ongeveer een vijfde van het totale  Evergladesgebied. Op een aantal plekken zijn bezoekerscentra:
- Gulf Coast Visitor Center, nabij Chokoloskee, een archipel van tienduizenden eilanden aan de westkust van het park.
- Flamingo Visitor Center, nabij Whitewater Bay, waar de waterloop van de Everglades uitmondt in de Golf van Mexico en Florida Bay.
- Shark Valley Visitor Center, startpunt van een wandel-/fietsroute van 24 kilometer lang, met halverwege een uitkijktoren met zicht over een groot deel van de Everglades.
- Ernest F. Coe Visitor Center, nabij Anhinga Trail, een populaire route, genoemd naar de slangehalsvogel, die vaak te zien is als hij na het duiken naar vis zijn verenkleed droogt.

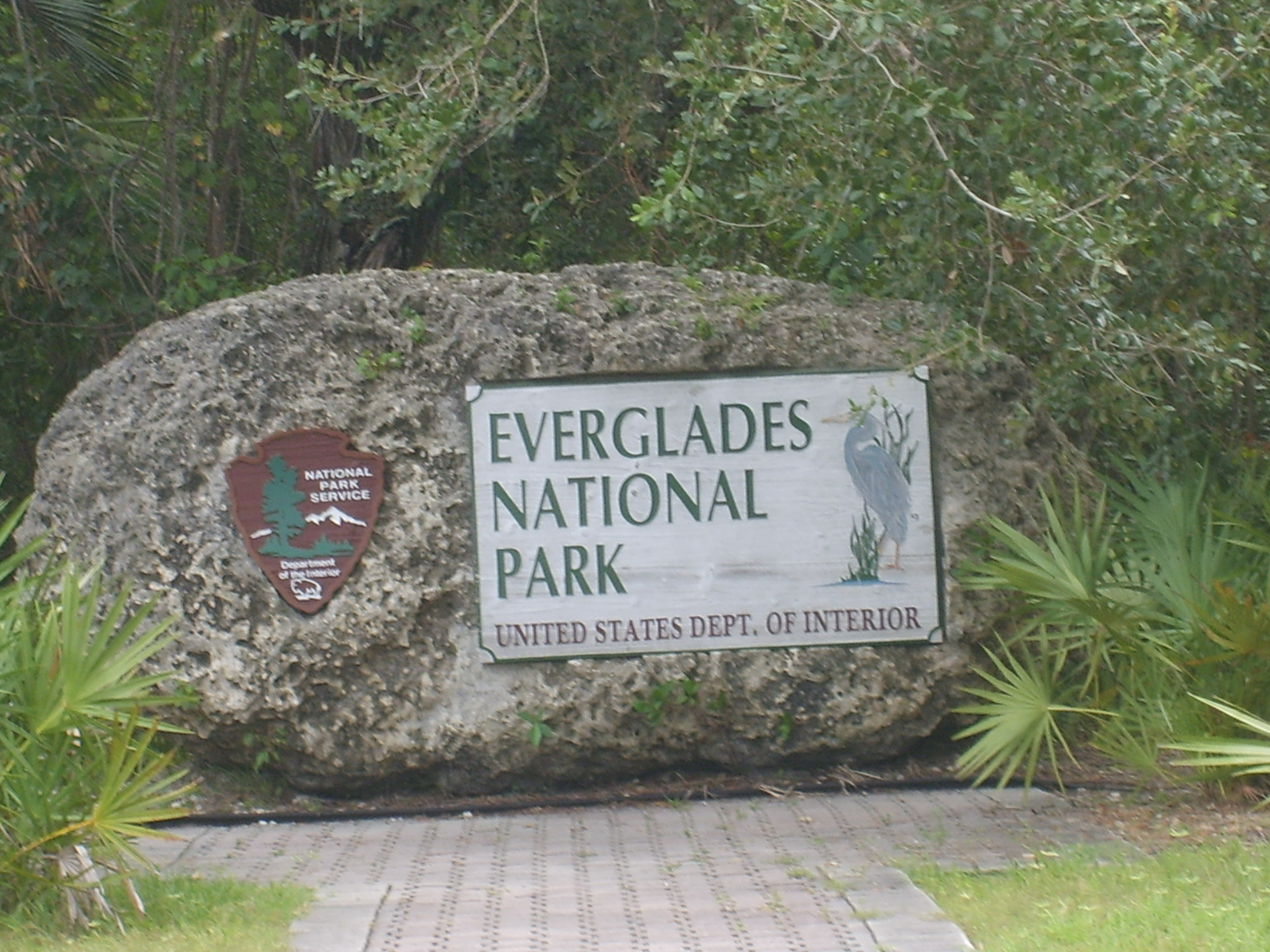
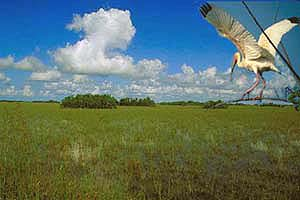